# Croton deserticola
Espèce
Classification APG III (2009)
Croton deserticola est une espèce de plantes à fleurs du genre Croton et de la famille des Euphorbiaceae, présente au Venezuela.